# 世界時計

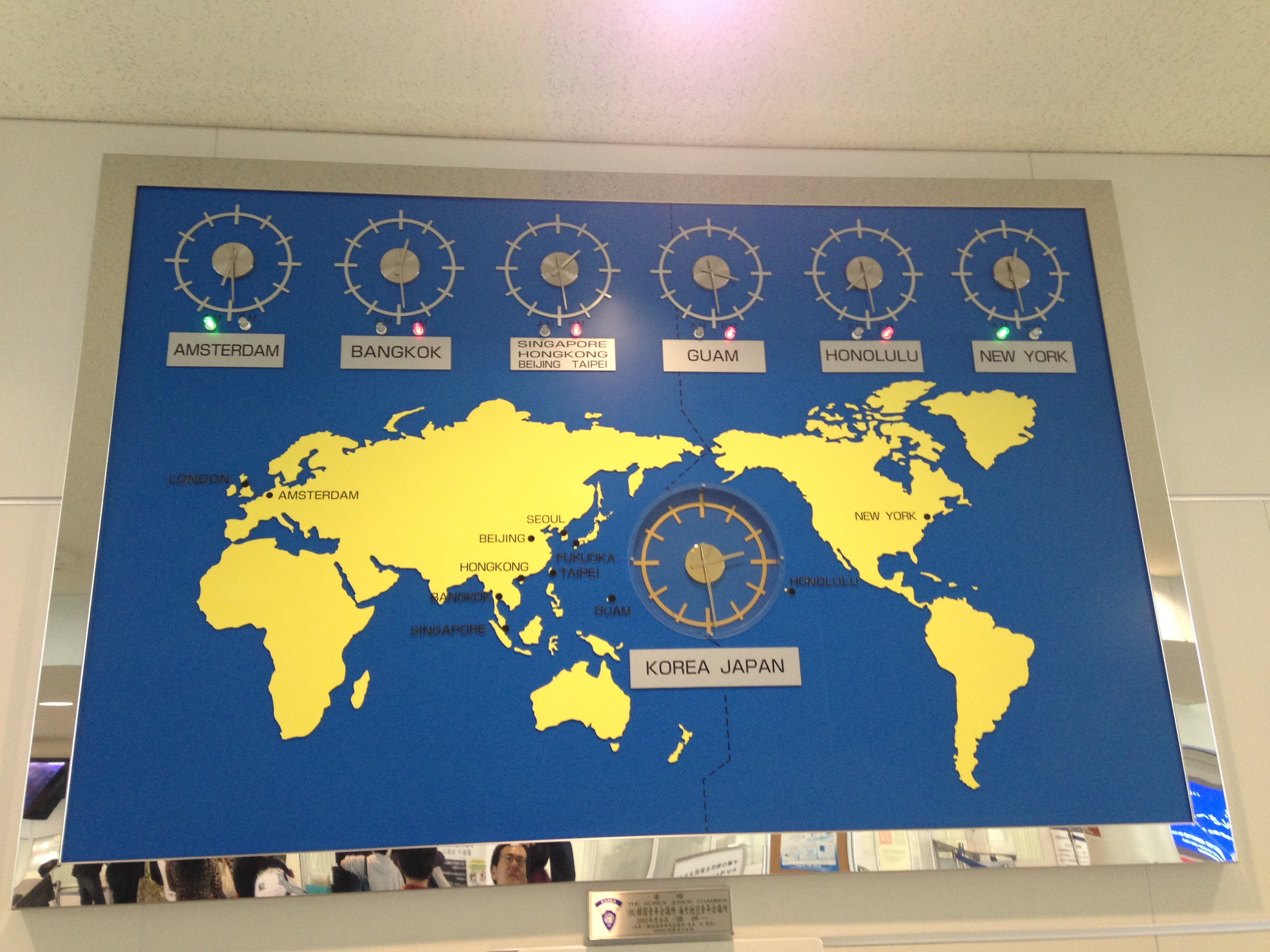
時計を複数並べる方式の世界時計

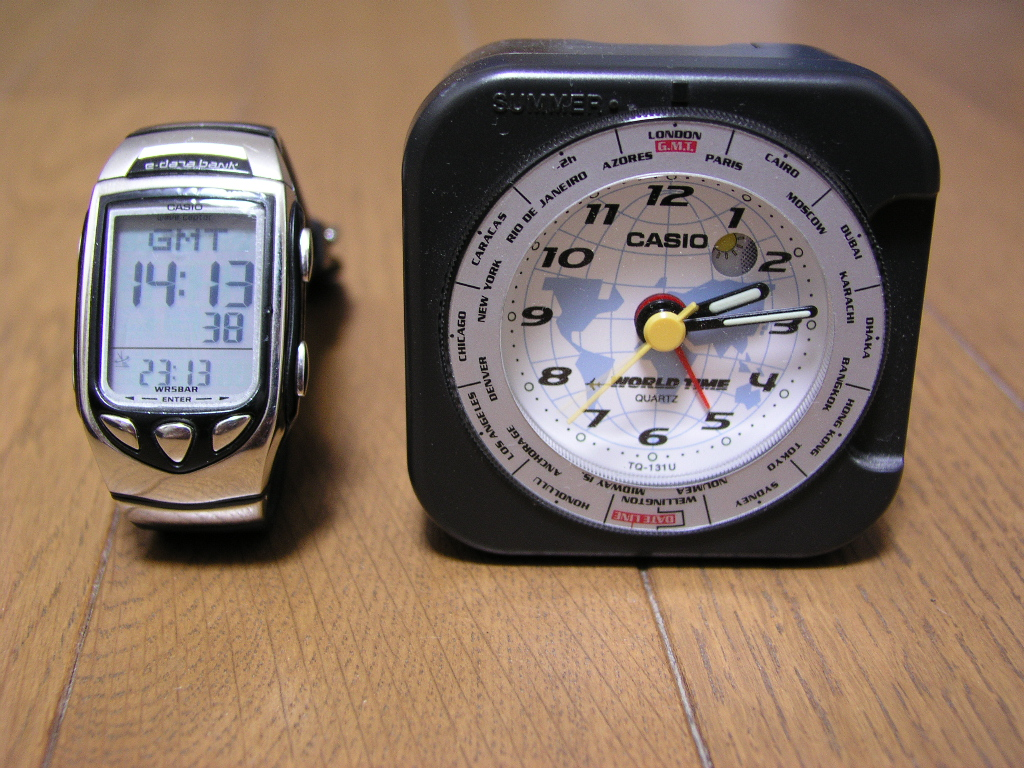
簡便な世界時計機能がある、デジタル腕時計と安価な置時計(両方カシオ製)

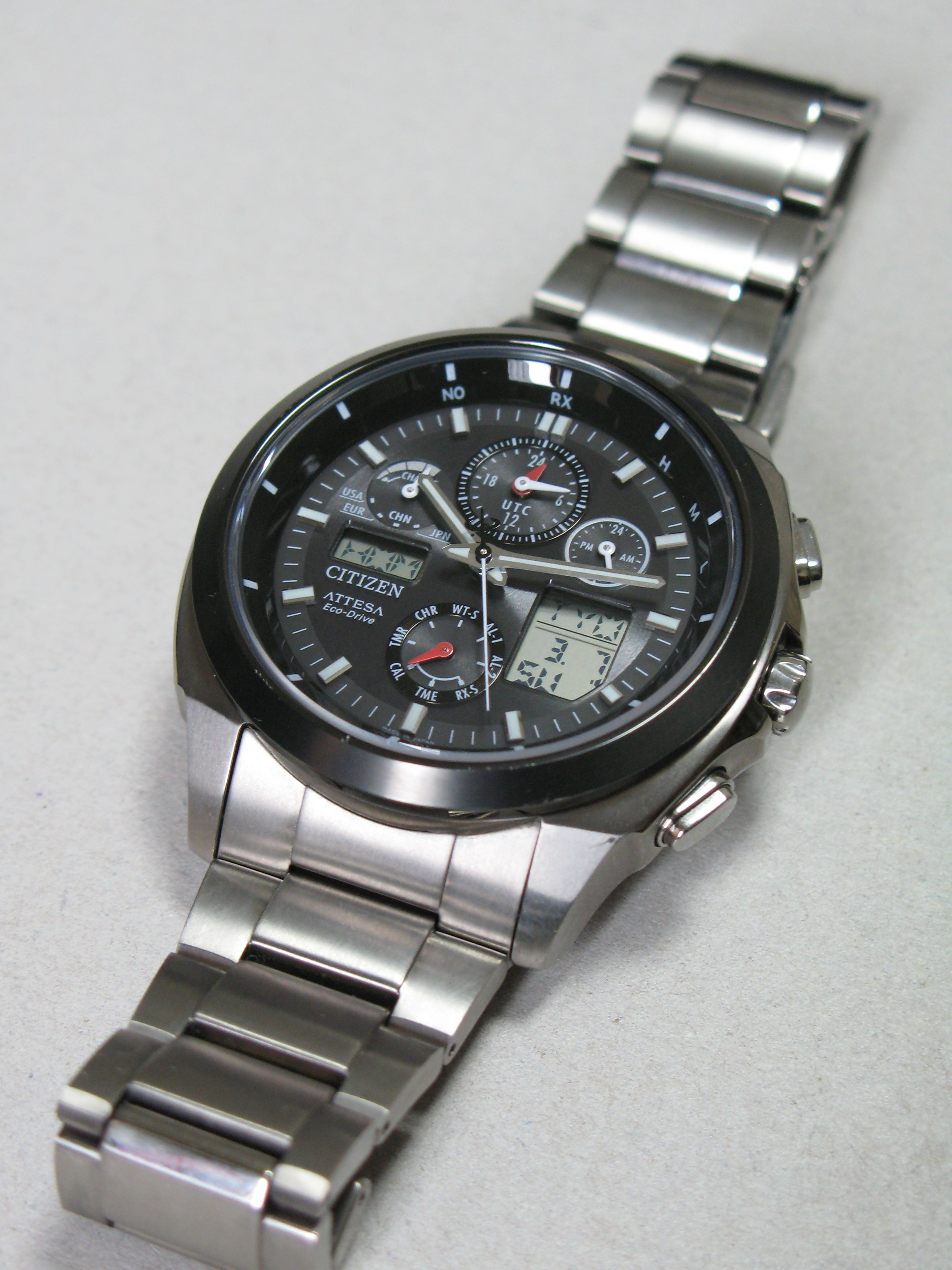
腕時計式の世界時計の例。アテッサ ジェットセッターATV53-3023UTC及び43地点の標準時を表示の他、任意でUTC-12からUTC+14までの15分単位で1地点の標準時を表示。UTC以外は手動（一部は自動）で夏時間設定可能。（シチズン時計）

世界時計（せかいどけい、英: world clock） とは、それを使用する地域の時刻に加えて、世界各地の地域の時刻を表示をするようにした時計である。グローバル時計とも言われている。

## 概要
種類
世界時計は、大きく分類すると次のようなタイプがある。
1. 普通の時計を複数個並べて、主要地域の時刻を表示させ、ひと目で世界各地の時刻がわかるようにしたもの。（最も古くからあるタイプ）
2. 通常使用する地域の時刻 (local time) に加えて、簡単な切り替えで他の地域の時刻を表示することのできるもの。
1.の場合、複数個の時計（大抵の場合、アナログ掛け時計）を複数並べ、各地域名（都市名）と時刻を表示させる。
2.については、置時計や高機能な腕時計に実装される場合がある。世界各地域の時間帯に簡単に切り替えることができ、いちいち時刻合わせする必要がない。また、複数の時間帯（大抵の場合、自地域ともうひとつの地域の2つ）を表示できるものもある。
世界時計の機能は、近年ではパソコン、PDAなどの定番ソフトとしても定着し、フリーウェアを含む多機能ソフトが数多く公開されているほか、インターネット上には世界時計機能を持つサイトも多数開設されている。また、携帯電話、スマートフォン、デジタルカメラなどのデジタル機器には、内蔵時計に世界時計の機能が搭載されている場合があり、国際通話の際などにも活用されているほか、デジタルカメラにおいては撮影地での時差を計算して撮影日時を自動修正できる機能などが搭載されている場合がある。

## 世界時計の歴史

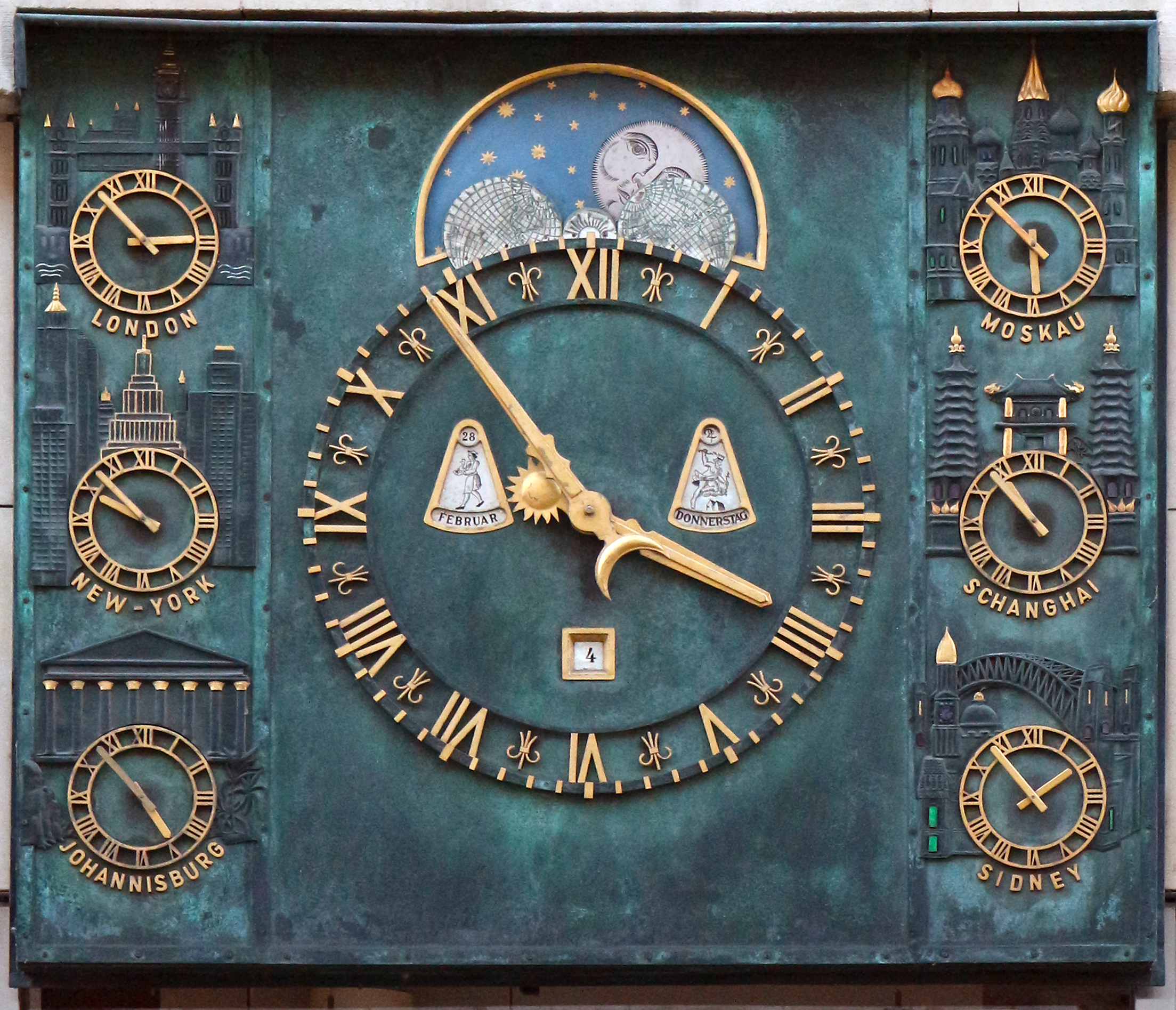
古い世界時計。メインの時計に加えて、左右に計6個、各地域の時刻を示す時計を配置している。
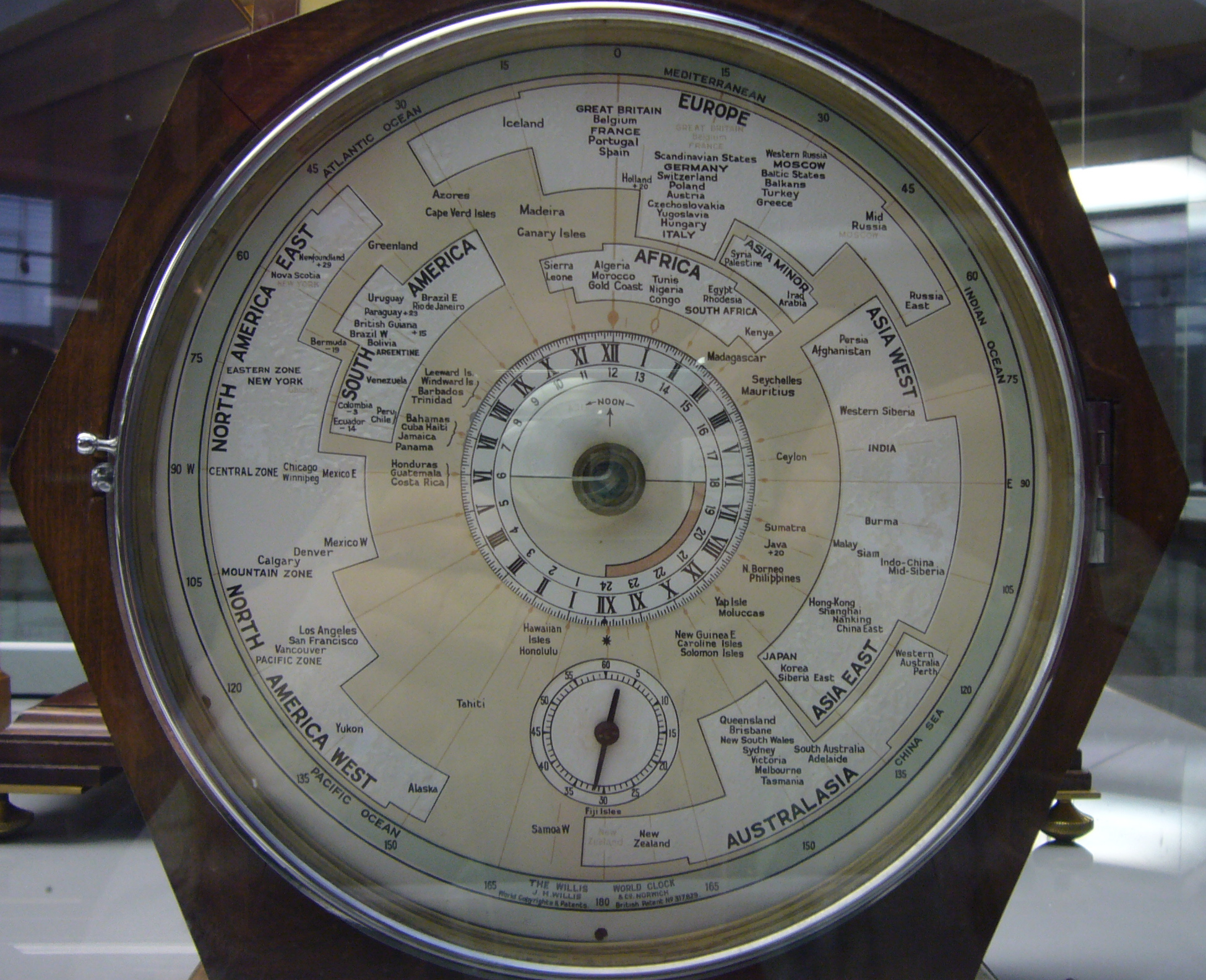
ロンドンの科学博物館に展示されているWillis world clock

## 標準時の変更
世界時計のもととなっている標準時（タイムゾーン）は、しばしば変更される。1995年に太平洋上の日付変更線が変更され、UTC+14の標準時が追加された。同様に、2011年12月よりサモアなどがUTC-11（夏時間実施中のためUTC-10）から、日付変更線も変更する形でUTC+13（夏時間実施中のためUTC+14）に変更されている。また、カラカスを含むベネズエラ標準時は、2007年よりUTC-4:30に変更された（2016年5月1日にUTC-4に変更された）。ロシア時間は、2010年、2011年、2014年、2016年と変更されて標準時の統合・再分割・区域変更、また夏時間の廃止なども実施され、たとえばモスクワの標準時は、現在UTC+3（夏時間無し）となっている。
コンピューターソフトによる世界時計機能ではタイムゾーン変更後の更新は比較的たやすいが、腕時計、置時計、建築物などの時計では、製造後ないし完成後に世界時計機能を更新・改造するのは費用等の面から困難が伴うか、あるいは構造上不可能となっている。このため、世界時計を利用する際には、特に上記の地域を含めて、利用したい地域の標準時の表示が正確かどうか、あらためて注意が必要である。

## 夏時間への対応
夏時間の実施期間は各地域によって異なり、例年通り実施の場合でも年によって開始終了時期のズレがあったり、中止、再開、あるいは新規に実施する地域もあるなど、毎年変動がある（なお北半球と南半球では季節が逆転するため、世界のどこかでほぼ常に夏時間が実施されている）。このため、世界時計であっても世界全域の夏時間に常に自動対応させることは困難であり、ユーザー自身が手動で設定する必要がある。
インターネット上にある世界時計サイトでは夏時間には全自動で対応する場合が多いが、とくに一部の地域の夏時間については対応していない場合があるので注意が必要である。

## 時差修正機能
世界時計に付随する機能として、腕時計や旅行用の置時計など、および携帯電話、デジタルカメラなど時計内蔵のデジタル機器においては、時差修正機能が搭載されているものがある。
異なるタイムゾーンに移動した際に時計の時刻を簡単に現地の時刻に修正できる機能であり、機械式、クォーツ式とも竜頭や手動ボタンなどで修正する方式が主流である。電波時計の登場により、現地の標準電波を受信して夏時間を含めて自動的に修正できる方式が普及してきたが、時計で受信できる長波の標準電波は日本以外では欧州、米国、中国などに限られており、世界ではまだこの方式が使えない地域も多く、その場合にはクォーツ式と同様の方法で修正する。
時差修正機能は、おおむね時計に内蔵している世界時計機能を流用しているため、この機能を使うことによって現地時刻と相手先時刻を逆転して表示する方式が多い。また、世界時計で対応していないタイムゾーンや夏時間には時差修正機能も対応していないため、時刻を手動で修正する必要がある。
2011年以降、腕時計の時差修正機能にさらに二つの方式が登場した。ひとつは、GPSの時刻及び位置情報を腕時計で受信して、現地時刻を推定し腕時計と同期する方式（GPS腕時計も参照）、もうひとつは携帯電話やスマートフォンが基地局との通信によって常に現在地点の時刻を修正して正確に表示できることに着目し、Bluetoothの通信機能によって、時刻を腕時計と同期する方式である。ただ、GPS方式はGPSが受信できる屋外でないと機能せず、Bluetooth方式は対応する機種のスマートフォンなどが常に近くに無いと機能しないため、現状ではどちらも一長一短である。
カシオが採用したBluetooth方式 （G-SHOCK GB-6900AA,GB-5600AAなど）は、世界時計・時差修正機能ともすべての現行タイムゾーンに対応し、時差修正機能のみ夏時間にも完全対応している。セイコーのGPS方式は一日に1回自動で電波（時刻情報・位置情報）を受信し、世界時計・時差修正機能ともすべての現行タイムゾーンに対応するが、夏時間は手動修正である。シチズンのGPS方式は（2015年時点の機種は）電波受信（時刻情報のみ）を手動で行う必要があり、世界時計機能、時差修正機能とも主要なタイムゾーンのみに対応し夏時間は手動修正である。カシオのGPS方式は全世界を500m四方の升目に区切った地図情報を内蔵し、受信した電波（時刻情報・位置情報）と地図情報とを照らし合わせて世界時計・時差修正・夏時間切り替えが自動で行われる。

## 他
SystemTimeのWAN接続の接続先は国際原子時計協会である。